# Шумаки (Брестская область)
Шумаки́ (бел. Шумакі) — деревня в Брестском районе Брестской области Белоруссии. Входит в состав Клейниковского сельсовета. Население — 86 человек (2019).

## География
Деревня Шумаки расположена в 11 км к северо-западу от центра города Брест, на правом берегу реки Лесная, неподалёку от её устья. В трёх километрах к западу от деревни течёт река Западный Буг, по которой здесь проходит граница с Польшей. С северо-запада к деревне Шумаки примыкает деревня Теребунь. Местные дороги ведут в сторону деревень Сычи, Скоки и Клейники. Ближайшая ж/д станция Прибужье находится в 5 км к востоку (линия Белосток — Брест).

## История
В 1536 году Иван Шуйский получил королевский привилей на имение Теребунь. В начале XVII века упоминаются уже и Шумаки, как отдельная деревня. С 1609 года Теребунь и Шумаки в собственности Яна Шуйского, который в том же году построил в своем имении униатскую церковь (сохранилась как православная Преображенская церковь, территориально находится между деревнями Теребунь, Шумаки и Котельня-Боярская ближе к последней).
После третьего раздела Речи Посполитой (1795) в составе Российской империи, с 1801 года — в Гродненской губернии.
11 октября 1812 года на реке Лесной в окрестностях Теребуни, Шумаков и Клейников шли бои австро-саксонских войск Шварценберга и Ренье с русскими войсками. В XIX веке Шумаки входили в состав имения Теребунь, которое перешло роду Грабовских. В 1886 году в селе Мотыкальской волости Брестского уезда было 20 дворов и корчма; согласно переписи 1897 года — 38 дворов, действовали корчма, церковно-приходская школа, кузница.
В Первую мировую войну с 1915 года село оккупировано германскими войсками. Согласно Рижскому мирному договору (1921) село вошло в состав межвоенной Польши, где принадлежало гмине Мотыкалы Брестского повета Полесского воеводства. В 1921 году Шумаки насчитывали 15 дворов. С 1939 года в составе БССР, в 1940 году — 61 двор.
В Великую Отечественную войну погибли 4 мирных жителя, 14 сельчан погибли на фронте, 4 — в партизанах, 9 человек вывезены в Германию. В январе 1950 года образован колхоз «Ленинец» (позднее — «Страна Советов»).

## Население
На 1 января 2018 года насчитывалось 69 жителей в 46 домохозяйствах, из них 7 младше трудоспособного возраста, 26 — в трудоспособном возрасте и 36 — старше трудоспособного возраста. Имеются фельдшерско-акушерский пункт и торговый павильон.

## Достопримечательности
- Спасо-Преображенская церковь (1609) —  Историко-культурная ценность Республики Беларусь, шифр 112Г000128. Находится на другом берегу реки Лесной, между деревнями Теребунь, Шумаки и Котельня-Боярская. Несмотря на это, во многих источниках приписывается к деревне Шумаки[6][7]. Построена в 1609 году из кирпича, как униатская церковь, позднее перешла к православным. Памятник архитектуры. Церковь включена в Государственный список историко-культурных ценностей Республики Беларусь[7]
- Археологическая стоянка. Расположена в 3 км от деревни, в урочище Колодное. Открыта и обследована в 1920 году, найдено большое количество орудий труда эпохи мезолита. Находки хранятся в археологическом музее Варшавы[6].

## Галерея

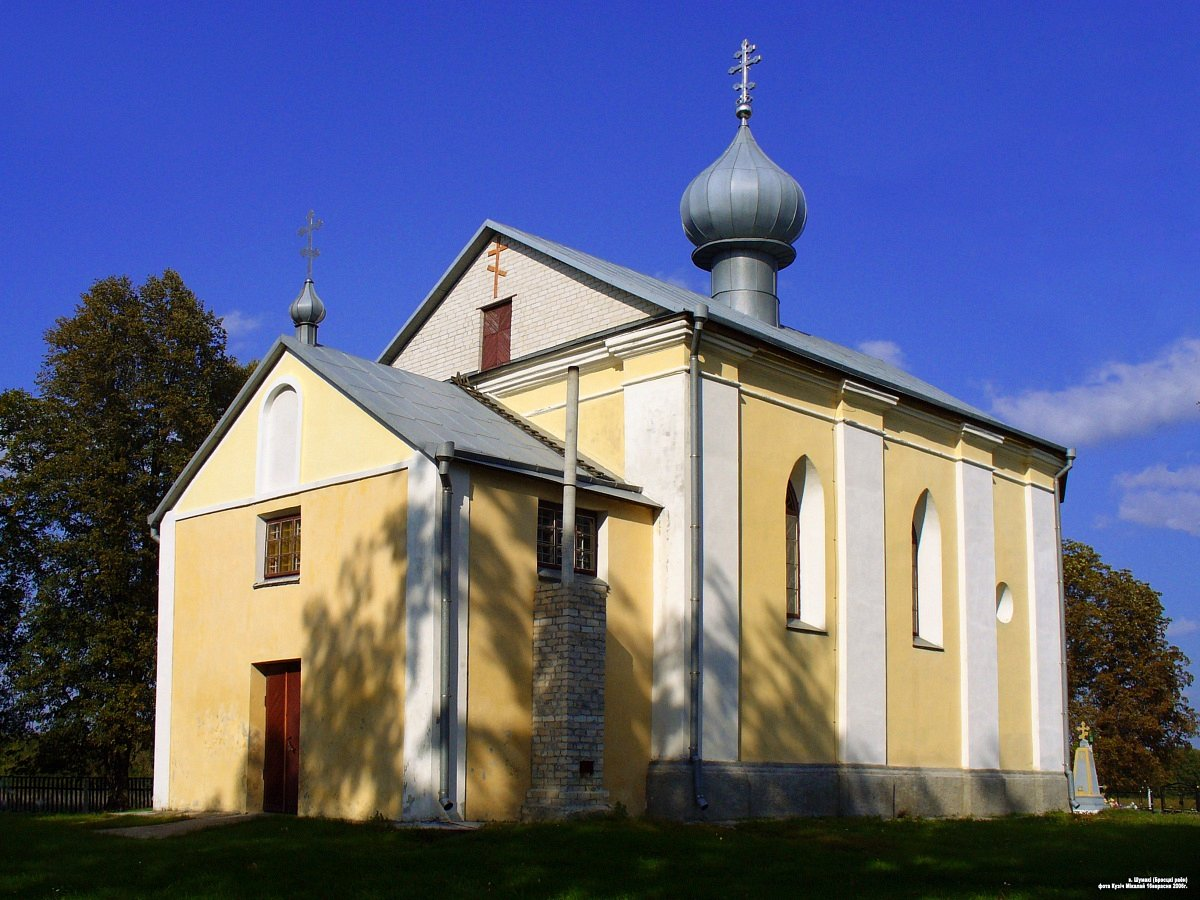
Спасо-Преображенская церковь
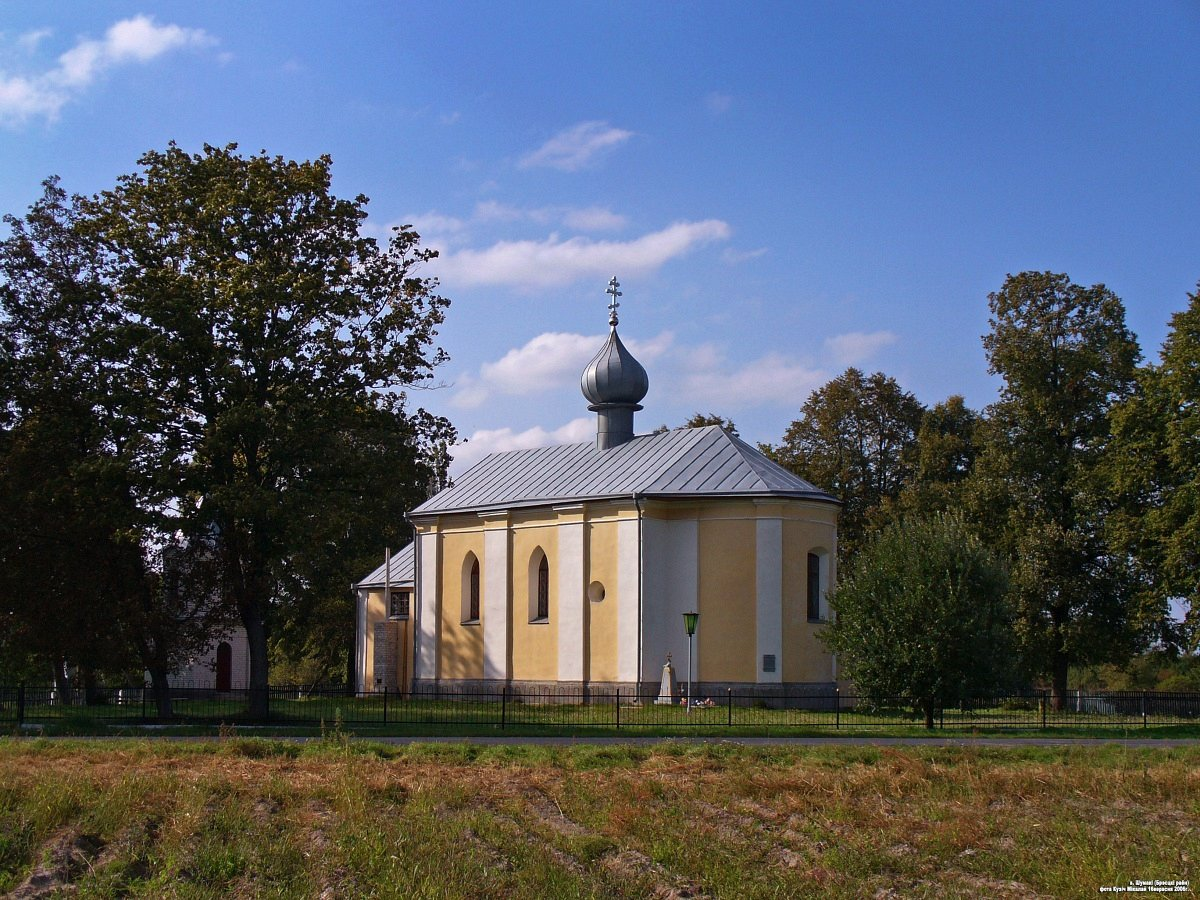
Спасо-Преображенская церковь (вид с боку)
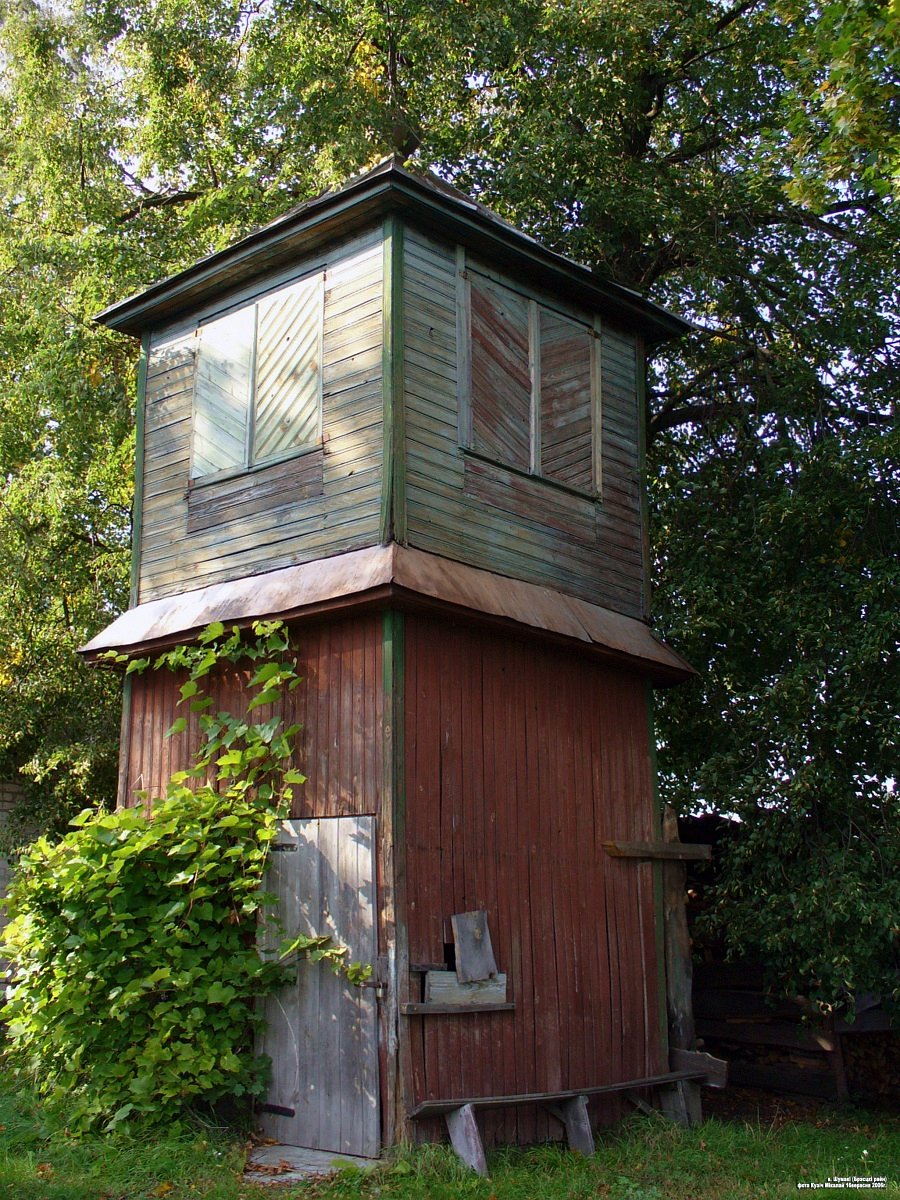
Звонница
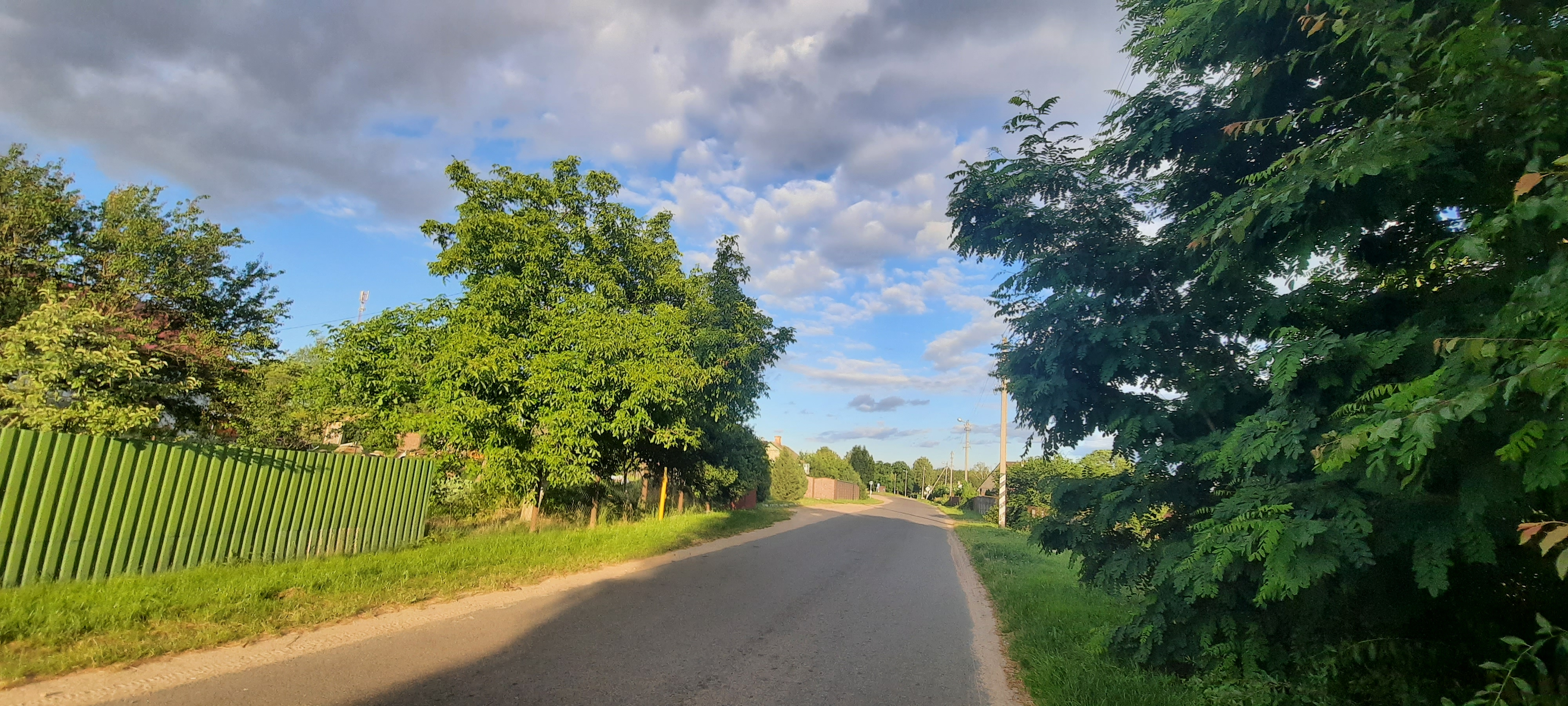
Панорама
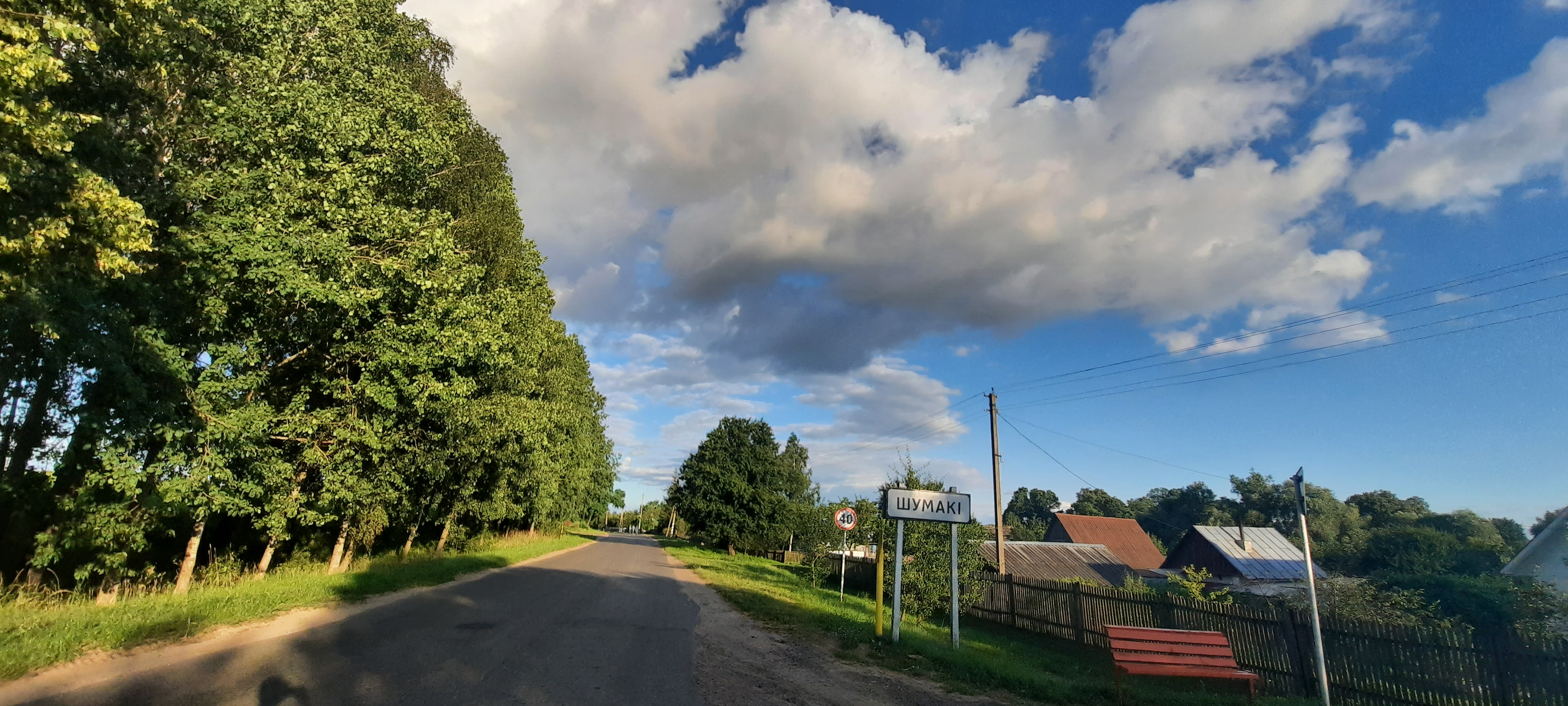
Панорама